# Altamira Esporte Clube
Altamira Esporte Clube é um clube brasileiro de futebol, da cidade de Altamira, no estado do Pará.

## História
O Altamira jogou a Primeira Divisão do Campeonato Paraense de Futebol em 1977, onde na primeira fase integrou o Grupo C, juntamente com Comercial de Belém, Internacional de Alenquer, Santarém e Tuna Luso, ficando em quarto lugar e se classificando. Na segunda fase, participou de um grupo agora com Liberato de Castro e Remo (que ficou na primeira posição, com 1 ponto de vantagem). Já na fase seguinte, capitulou frente ao Paysandu. Na classificação geral, o Altamira ficou em sexto lugar, com 11 pontos ganhos. Em 1978, optou em não participar da competição.
Durante 43 anos, o clube não disputou nenhum campeonato gerido pela Federação Paraense de Futebol, dedicando-se aos campeonatos amadores de sua região, voltando ao profissionalismo em 2021 para jogar a Segunda Divisão estadual. O treinador da equipe durante a competição foi Anderson Pereira. Com a volta ao futebol, as cores do Altamira (originalmente roxo e branco) passaram a ser verde, preto e branco (mantido).

## Participações no Campeonato Paraense
Campeonato Paraense de Futebol: 1 (1977)

### Campeonato Paraense de Futebol - Série B
| 2021 | 2022 |
| 21º  | 24º  |